# AKA electric RG28

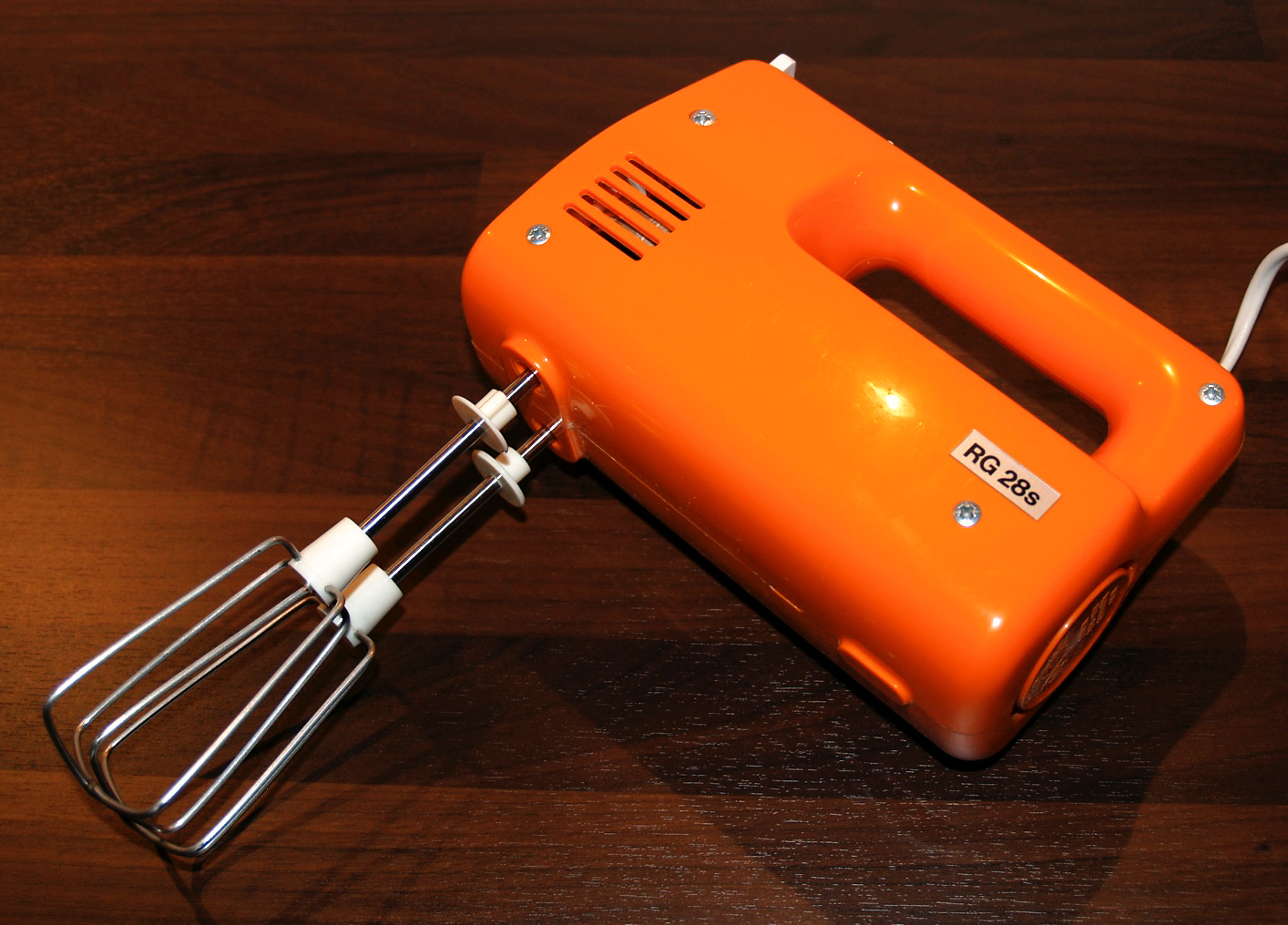
Handrühr- und Mixgerät AKA electric RG28s

Das AKA electric RG28 ist ein elektrisches Handrühr- und Mixgerät, das im Kombinat VEB Elektrogerätewerk Suhl der DDR hergestellt wurde. Es wurde in mehr als 20 Länder exportiert und auch in der Bundesrepublik vertrieben.

## Geschichte
Bereits 1952 gab es vom VEB Elektrogerätewerk Suhl einen Handmixer „Komet“ mit zwei Zubehörteilen, Mixstab und Schlagbecher. Etwas später wurde das Zubehör noch mit den beiden Rührwendeln für schwere Teige ergänzt. Das nächste schon verbesserte Gerät war das Handrühr- und Mixgerät Komet RG3 aus dem Jahre 1962. Dem folgte 1966 das Komet RG5, für das es nun auch einen Mixaufsatz gab. Diese Geräte wurden noch unter dem Warenzeichen „IKA ELECTRICA“ hergestellt und in Anzeigen, Werbefilmen und bei Warenvorführungen beworben. Um 1970 war der VEB bereits Kombinatsbetrieb im Kombinat VEB Elektrogerätewerk Suhl. Weitere leistungstechnische Verbesserung brachte das Komet RG25 aus den 1970er Jahren, welches dann Anfang 1980 durch das RG28 abgelöst wurde. Ab dem RG28 entfiel der Beiname „Komet“. Beide Geräte wurden unter dem Warenzeichen „AKA ELECTRIC“ präsentiert. Für das RG28 standen dann auch erstmals verschiedene Gehäusefarben wie zum Beispiel Gelb, Rot und Orange zur Verfügung.

### Geräteübersicht
- Handmixer Komet: Einfaches Handgerät zum Rühren, Quirlen, Pürieren, Mixen, Schlagen und Mahlen. Preis 93,80 DM.[4]
- Komet RG3: Handrühr- und Mixgerät, Grundausstattung mit zwei Knethaken, zwei Rührbesen und ein Mixstab, Drehstufenschalter am Gehäuse, 170 Watt. Preis: 138 MDN.[5]
- Komet RG5: Handrühr- und Mixgerät, Grundausstattung mit zwei Knethaken, zwei Rührbesen und ein Mixstab, Stufenschalterausführung, 150 Watt. Das Gerät bekam die Goldmedaille der Leipziger Herbstmesse 1966.[6] Preis: 138 Mark.[7]
- Komet RG25: Handrühr- und Mixgerät, Grundausstattung mit zwei Knethaken, zwei Rührbesen und ein Mixstab, Stufenschalterausführung, 170 Watt. Preis: 98 Mark.[8]
- RG28 S: Handrühr- und Mixgerät, Grundausstattung mit zwei Knethaken, zwei Rührbesen und ein Mixstab, Stufenschalterausführung, 150 Watt. Ab 1984 mit 170 Watt. Das Gerät bekam die Goldmedaille der Leipziger Herbstmesse 1978.[9] Preis: 98 Mark.[10]
- RG28 E: Handrühr- und Mixgerät, Grundausstattung mit zwei Knethaken, zwei Rührbesen und ein Mixstab, Drehzahlsteller und „Intensivstufe“, 150 Watt. Ab 1984 mit 170 Watt. Preis: 98 Mark.[11]

## Details
AKA electric war ein Warenzeichen und Markenname für Elektrogeräte aus der Deutschen Demokratischen Republik. Die Buchstaben „RG“ stehen für „Rührgerät“. Mit dem RG28 kann man nicht nur rühren, mixen und pürieren, sondern auch Rohkost häckseln, Scheren schleifen und Dosen öffnen, wofür zusätzliche Zubehörteile existieren. Das Design stammt von dem Produktdesigner Kurt Boeser, Atelier für Gestaltung Karl-Marx-Stadt. Es wurden insgesamt etwa 18 Millionen Exemplare hergestellt, sowohl mit weißem oder gelbem als auch orangem Gehäuse. Nach 1990 wurde die Produktion eingestellt.
Das Gerät hatte zu Beginn der 1980er Jahre zunächst noch eine Leistung von 150 Watt, ab 1984 dann eine Leistung von 170 Watt. Es wiegt ohne Zubehör etwa 1,2 Kilogramm und ist ohne Zubehör etwa 120 Millimeter lang, 80 Millimeter breit und 180 Millimeter hoch.
Es wurde als RG28 E (Elektronikausführung) und RG28 S (Standardausführung) angeboten. Die Elektronikausführung besitzt einen Drehzahlsteller mit Umschaltmöglichkeit auf eine „Intensivstufe“, die Stufenschalterausführung hat einen Schalter mit drei Geschwindigkeiten.
Das RG28 hat zwei Antriebe. Der langsame Antrieb mit den zwei Aufnahmen z. B. für Rührwendeln oder Schlagbesen befindet sich an der Unterseite. Der schnelle Antrieb befindet sich an der Vorderseite und dient zum Anschluss vieler Zubehörteile wie z. B. Schnellmixstab oder Schlagbecher.

## Vertrieb in der Bundesrepublik Deutschland
Das Versandhaus Quelle vertrieb das Gerät unter der Marke Privileg, ebenso der Otto Versand unter der Marke „hanseatic“ und die Firma Schneider – jeweils als RG28 S. Zudem ist der AKA-unimix bei Otto Versand als Küchenhilfe „AKA R1310“ für 34,50 DM im Angebot gewesen. Im Quelle-Katalog konnte man den AKA-unimix, als „Privileg Handrührgerät“, für 34,95 DM sowie den AKA-polyfix als „Privileg Handrührgerät“, 150 Watt, 3 Arbeitsstufen, für 39,95 DM bestellen. Sämtliche Angebote bestanden aus dem Grundgerät und je zwei rostfreien Knethaken und Rührbesen. Die Grundgeräte hatten je nach Modell unterschiedliche Leistungen.

## Zubehörteile
Die Grundausstattung beinhaltete neben dem Gerät stets zwei Knethaken, zwei Rührbesen und einen Mixstab. Knethaken, Rührbesen und Mixstab gab es jedoch auch einzeln als Zubehör zu kaufen.
- Dosenöffner (mit RG25 kompatibel)
- Gemüseschneidestab mit Becher und Scheibensegment (mit RG25 kompatibel)
- Knethaken (zwei Stück)
- Mixaufsatz (Glas, mit RG25 kompatibel)
- Mixbecher (Plastik)
- Rohkostgerät mit drei Scheiben (Raspelscheibe, Reibscheibe, Schnitzelscheibe, auch RG5, RG25 sowie Komet kompatibel.)
- Rührbesen (zwei Stück)
- Schlagbecher (Kaffeemühle, mit RG25 kompatibel)
- Schleifaufsatz (mit RG25 kompatibel)
- Schnellmixstab (Mixstab)
- Ständer mit Rührschüssel (groß) mit Drehvorrichtung für die Schüssel (mit RG25 kompatibel)
- Untersatz für das Gerät
- Wandbord zum Abstellen von Zubehörteilen

Der Schleifaufsatz wurde für das RG25 und die RG28 Varianten im Kombinat VEB Kabelwerk Oberspree Berlin hergestellt. Der Dosenöffner kam aus dem Kombinat VEB Lokomotivbau Elektrotechnische Werke „Hans Beimler“ Hennigsdorf und konnte ebenfalls mit dem RG25 betrieben werden.

## Bewertung
Dank seiner Robustheit und Langlebigkeit ist das RG28 auch 30 Jahre nach dem Ende der Produktion in vielen Haushalten noch in Gebrauch. Für ein Einzelgerät ohne Zubehör mussten 2020 im Gebrauchtwarenhandel mindestens 35 Euro gezahlt werden, im Set mit Kaffeemühle sogar 110 Euro. In der Zeitschrift test der Stiftung Warentest erhielt im Dezember 2020 ein 40 Jahre altes RG28 die Prädikate „sehr gut“ (1,0) für die Belastbarkeit, „gut“ (2,0) für die Sicherheit und „ausreichend“ (3,7) für das Geräusch, womit das RG28 mit modernen Geräten mühelos mithalten konnte.

## Weitere Modelle
Weitere Geräte aus dem VEB Elektrogerätewerk Suhl, welche in den 1980er Jahren auf der Basis vom RG28, jedoch teilweise mit modernisiertem Design hergestellt wurden, waren AKA-polyfix, AKA-unifix, AKA-unimix, AKA-multifix, AKA-variofix, AKA-combifix und AKA-Supermix. Der AKA-polyfix kostete zum Beispiel 172 Mark, der AKA-Supermix kostete 108 Mark. Alle Modelle wurden zwar als Kleinküchenmaschine bezeichnet, ähnelte jedoch stark dem RG28. Diese Geräte wurden in unterschiedlichen Sets mit mehreren Zubehörteilen angeboten.

## Video
- Vorstellung in der DDR-Sendung „HAPS - Haushaltsallerlei“ (1983) auf YouTube
- Der Dokumentarfilm Kommen Rührgeräte in den Himmel? von Reinhard Günzler aus dem Jahr 2016 beschäftigte sich am Beispiel des RG28 mit dem Gegensatz von robusten und langlebigen Haushaltsgegenständen und der heute oft anzutreffenden geplanten Obsoleszenz in der Wegwerfgesellschaft.